# Bilk
Bilk is een Britse rap- en punkrockband uit Essex, gevormd in 2018.

## Bezetting
- Sol Abrahams – zang, gitaar
- Luke Hare – basgitaar
- Harry Gray – drums

## Geschiedenis
De band bestaat uit zanger en gitarist Sol Abrahams, bassist Luke Hare en drummer Harry Gray. De bandleden ontmoette elkaar toen frontman Sol Abrahams leden nodig had voor zijn band. Hij vond Luke Hare en Harry Gray op Instagram en contacteerde hun toen, omdat ze dezelfde muziekstijl bespeelden als Abrahams.
Na het uitbrengen van meerdere singles bracht de band hun debuut ep Chipped Out uit op 18 oktober 2019. Vanaf de eerste single van hun tweede ep, Stop Pranging Out, zitten ze onder het platenlabel Scruff of the Neck Records. Op 12 november 2021 bracht de band hun tweede ep Allow It uit. In maart 2022 kondigde de band hun zelfgetitelde debuutalbum Bilk aan, wat op 10 februari 2023 uitgebracht zal worden.

## Discografie

### Albums
| Jaar | Titel | Details                           |
| ---- | ----- | --------------------------------- |
| 2022 | Bilk  | Album moet nog uitgebracht worden |

### Ep's
| Jaar | Titel          | Details                                                                                          |
| ---- | -------------- | ------------------------------------------------------------------------------------------------ |
| 2019 | Chipped Out    | - Releasedatum: 18 oktober 2019 - Formaat: CD, LP, Digitaal - Label: Onafhankelijk               |
| 2021 | Allow It       | - Releasedatum: 12 november 2021 - Formaat: CD, LP, Digitaal - Label: Scruff of the Neck Records |
| 2023 | Bilk Unplugged |                                                                                                  |

### Singles
| Jaar | Titel                                        | Album       |
| ---- | -------------------------------------------- | ----------- |
| 2018 | Give Up                                      | Geen album  |
| 2018 | Spiked                                       | Geen album  |
| 2018 | Next Weekend                                 | Geen album  |
| 2018 | Slob                                         | Geen album  |
| 2019 | CM2                                          | Geen album  |
| 2019 | Weed Song                                    | Chipped Out |
| 2020 | In Your Car                                  | Geen album  |
| 2020 | I Got Knocked out the Same Night England Did | Allow It    |
| 2020 | Stop Pranging Out                            | Allow It    |
| 2021 | Bad News                                     | Allow It    |
| 2021 | Love Is No Easy Game                         | Allow It    |
| 2021 | Billy Big Bollocks                           | Allow It    |
| 2022 | Daydreamer                                   | Bilk        |
| 2022 | Hummus and Pitta                             | Bilk        |
| 2022 | Be Someone                                   |             |
| 2022 | Just Don't Work For Me                       |             |
| 2022 | Fashion                                      |             |
| 2023 | Something                                    |             |
| 2023 | RNR                                          |             |